# نادي إكستريمادورا
نادي إكستريمادورا لكرة القدم (بالإسبانية: Club de Fútbol Extremadura)‏ نادي كرة قدم إسباني سابق. تم تأسيس النادي في سنة 1924 وأغلق في سنة 2010 بسبب مشاكل مالية.
لعب النادي في الدوري الإسباني الدرجة الخامسة في المواسم الثلاث الأخيرة قبل إغلاقه، ولعب قبلها لأكثر من موسم في دوري الدرجة الثالثة ودوري الدرجة الثانية، كما لعب مرتين في تاريخه في دوري الدرجة الأولى وهما موسم 1996-97 و1998-99.